# Liga Campionilor EHF Feminin 2020-2021 - fazele eliminatorii
Fazele eliminatorii ale Ligii Campionilor EHF Feminin 2020–21 au început pe 6 martie și s-au terminat pe 30 mai 2021, cu finala desfășurată în Sala Sporturilor László Papp din Budapesta, Ungaria.
Inițial, în această fază ar fi trebuit să se califice doar primele 6 echipe din cele 2 grupe, dar pe 10 februarie 2021, în urma deciziei Comitetului Executiv al EHF, s-a anunțat că toate cele 16 echipe vor avansa în fazele eliminatorii. În consecință, s-a renunțat la play-off-ul planificat inițial și au fost introduse optimi de finală.

## Format
În optimile de finală, echipele au fost grupate câte două și au jucat una împotriva celeilalte în două meciuri, unul pe teren propriu și unul în deplasare. Echipa de pe locul 1 în Grupa A a jucat împotriva echipei clasate pe locul 8 în Grupa B, echipa de pe locul 2 în Grupa A a jucat împotriva echipei clasate pe locul 7 în Grupa B și așa mai departe. Cele 8 echipe câștigătoare s-au calificat în sferturile de finală, unde au fost grupate câte două și au jucat una împotriva celeilalte în două meciuri, unul pe teren propriu și unul în deplasare.
Cele patru câștigătoare ale sferturilor de finală au avansat în turneul final four, găzduit de Sala Sporturilor László Papp din Budapesta.

## Echipe calificate
În optimile de finală au avansat toate echipele din faza grupelor.
| Grupă |                   |               |                         |                         |                     |                    |                   |                   |
| Grupă | Locul I           | Locul II      | Locul III               | Locul IV                | Locul V             | Locul VI           | Locul VII         | Locul VIII        |
| ----- | ----------------- | ------------- | ----------------------- | ----------------------- | ------------------- | ------------------ | ----------------- | ----------------- |
| A     | Rostov-Don        | Metz Handball | CSM București           | FTC-Rail Cargo Hungaria | Vipers Kristiansand | Team Esbjerg       | RK Krim           | SG BBM Bietigheim |
| B     | Győri Audi ETO KC | ȚSKA Moscova  | Brest Bretagne Handball | Odense Håndbold         | ŽRK Budućnost       | SCM Râmnicu Vâlcea | Borussia Dortmund | RK Podravka       |

## Optimile de finală

### Rezumat
| Echipa 1            | Scor gen. | Echipa 2                | Tur   | Retur |
| ------------------- | --------- | ----------------------- | ----- | ----- |
| SCM Râmnicu Vâlcea  | 51 – 54   | CSM București           | 24–33 | 27–21 |
| Team Esbjerg        | 54 – 63   | Brest Bretagne Handball | 27–33 | 27–30 |
| ŽRK Budućnost       | 50 – 48   | FTC-Rail Cargo Hungaria | 22–19 | 28–29 |
| Vipers Kristiansand | 65 – 62   | Odense Håndbold         | 35–36 | 30–26 |
| Podravka Vegeta     | 44 – 71   | Rostov-Don              | 20–29 | 24–42 |
| SG BBM Bietigheim   | 48 – 69   | Győri Audi ETO KC       | 20–37 | 28–32 |
| Borussia Dortmund   | 0 – 20    | Metz Handball           | 0–10  | 0–10  |
| RK Krim             | 46 – 47   | ȚSKA Moscova            | 25–20 | 21–27 |

#### Partide
| 6 martie 2021 16:00 | SCM Râmnicu Vâlcea | 24 – 33 | CSM București | Sala Sporturilor „Traian”, Râmnicu Vâlcea Asistență: 0 Arbitri: Mitrović, Kažanegra |
| 6 martie 2021 16:00 | Liščević 7         | (12–13) | Neagu 13      | Sala Sporturilor „Traian”, Râmnicu Vâlcea Asistență: 0 Arbitri: Mitrović, Kažanegra |
| 6 martie 2021 16:00 | 2×                 | Raport  | 4× 1×         | Sala Sporturilor „Traian”, Râmnicu Vâlcea Asistență: 0 Arbitri: Mitrović, Kažanegra |

| 13 martie 2021 16:00 | CSM București | 21 – 27 | SCM Râmnicu Vâlcea | Sala Polivalentă, București Asistență: 0 Arbitri: Mitrevski, Todorovski |
| 13 martie 2021 16:00 | Neagu 11      | (11–15) | González 7         | Sala Polivalentă, București Asistență: 0 Arbitri: Mitrevski, Todorovski |
| 13 martie 2021 16:00 | 8× 3× 1×      | Raport  | 5× 3×              | Sala Polivalentă, București Asistență: 0 Arbitri: Mitrevski, Todorovski |

| 7 martie 2021 16:00 | Team Esbjerg | 27 – 33 | Brest Bretagne Handball | Blue Water Dokken, Esbjerg Asistență: 0 Arbitri: Simone, Monitillo |
| 7 martie 2021 16:00 | Pena 9       | (16–17) | Gros 10                 | Blue Water Dokken, Esbjerg Asistență: 0 Arbitri: Simone, Monitillo |
| 7 martie 2021 16:00 | 4× 1×        | Raport  | 5× 1×                   | Blue Water Dokken, Esbjerg Asistență: 0 Arbitri: Simone, Monitillo |

| 14 martie 2021 14:00 | Brest Bretagne Handball | 30 – 27 | Team Esbjerg | Brest Arena, Brest Asistență: 0 Arbitri: Sá, Sá |
| 14 martie 2021 14:00 | Gros 7                  | (19–11) | Tranborg 6   | Brest Arena, Brest Asistență: 0 Arbitri: Sá, Sá |
| 14 martie 2021 14:00 | 1× 2×                   | Raport  | 2× 1×        | Brest Arena, Brest Asistență: 0 Arbitri: Sá, Sá |

| 7 martie 2021 16:00 | ŽRK Budućnost | 22 – 19 | FTC-Rail Cargo Hungaria | Centrul Sportiv Morača, Podgorica Asistență: 0 Arbitri: Năstase, Stancu |
| 7 martie 2021 16:00 | Radičević 7   | (11–7)  | Bölk 5                  | Centrul Sportiv Morača, Podgorica Asistență: 0 Arbitri: Năstase, Stancu |
| 7 martie 2021 16:00 | 2× 1×         | Raport  | 5× 1×                   | Centrul Sportiv Morača, Podgorica Asistență: 0 Arbitri: Năstase, Stancu |

| 13 martie 2021 18:00 | FTC-Rail Cargo Hungaria | 29 – 28 | ŽRK Budućnost | Elek Gyula Aréna, Budapesta Asistență: 0 Arbitri: Alpaidze, Berezkina |
| 13 martie 2021 18:00 | Bölk 5                  | (9–15)  | Radičević 9   | Elek Gyula Aréna, Budapesta Asistență: 0 Arbitri: Alpaidze, Berezkina |
| 13 martie 2021 18:00 | 3× 1×                   | Raport  | 3× 1×         | Elek Gyula Aréna, Budapesta Asistență: 0 Arbitri: Alpaidze, Berezkina |

| 7 martie 2021 18:00 | Vipers Kristiansand | 35 – 36 | Odense Håndbold | Aquarama Kristiansand, Kristiansand Asistență: 0 Arbitri: Smailagić, Smailagić |
| 7 martie 2021 18:00 | Reistad 10          | (16–17) | Abbingh 9       | Aquarama Kristiansand, Kristiansand Asistență: 0 Arbitri: Smailagić, Smailagić |
| 7 martie 2021 18:00 | 4× 2×               | Raport  | 1×              | Aquarama Kristiansand, Kristiansand Asistență: 0 Arbitri: Smailagić, Smailagić |

| 14 martie 2021 16:00 | Odense Håndbold | 26 – 30 | Vipers Kristiansand | Sydbank Arena, Odense Asistență: 1 Arbitri: Tzaferopoulos, Bethmann |
| 14 martie 2021 16:00 | Quintino 6      | (14–19) | Sulland 8           | Sydbank Arena, Odense Asistență: 1 Arbitri: Tzaferopoulos, Bethmann |
| 14 martie 2021 16:00 | 4×              | Raport  | 4× 2×               | Sydbank Arena, Odense Asistență: 1 Arbitri: Tzaferopoulos, Bethmann |

| 6 martie 2021 18:00 | RK Podravka     | 20 – 29 | Rostov-Don              | Športna dvorana Kodeljevo, Koprivnica Asistență: 0 Arbitri: Hatipoğlu, Şimşek |
| 6 martie 2021 18:00 | Milosavljević 6 | (10–17) | Managarova, Kuznețova 5 | Športna dvorana Kodeljevo, Koprivnica Asistență: 0 Arbitri: Hatipoğlu, Şimşek |
| 6 martie 2021 18:00 | 3× 2×           | Raport  | 1× 2×                   | Športna dvorana Kodeljevo, Koprivnica Asistență: 0 Arbitri: Hatipoğlu, Şimşek |

| 14 martie 2021 14:00 | Rostov-Don     | 42 – 24 | RK Podravka     | Palatul Sporturilor, Rostov-pe-Don Asistență: 2.625 Arbitri: Antić, Jakovljević |
| 14 martie 2021 14:00 | Krpež Šlezak 9 | (24–11) | Milosavljević 7 | Palatul Sporturilor, Rostov-pe-Don Asistență: 2.625 Arbitri: Antić, Jakovljević |
| 14 martie 2021 14:00 | 4×             | Raport  | 5× 1×           | Palatul Sporturilor, Rostov-pe-Don Asistență: 2.625 Arbitri: Antić, Jakovljević |

| 7 martie 2021 14:00 | SG BBM Bietigheim | 20 – 37 | Győri Audi ETO KC      | Arena Ludwigsburg, Ludwigsburg Asistență: 0 Arbitri: Capoccia, Jucker |
| 7 martie 2021 14:00 | Maidhof 6         | (8–18)  | Görbicz, Kristiansen 6 | Arena Ludwigsburg, Ludwigsburg Asistență: 0 Arbitri: Capoccia, Jucker |
| 7 martie 2021 14:00 | 3× 2×             | Raport  | 2× 1×                  | Arena Ludwigsburg, Ludwigsburg Asistență: 0 Arbitri: Capoccia, Jucker |

| 13 martie 2021 16:00 | Győri Audi ETO KC | 32 – 28 | SG BBM Bietigheim | Audi Aréna, Győr Asistență: 0 Arbitri: Praštalo, Balvan |
| 13 martie 2021 16:00 | Nze Minko 6       | (19–16) | Naidzinavicius 7  | Audi Aréna, Győr Asistență: 0 Arbitri: Praštalo, Balvan |
| 13 martie 2021 16:00 | 2× 1×             | Raport  | 3× 2×             | Audi Aréna, Győr Asistență: 0 Arbitri: Praštalo, Balvan |

| Anulat | Borussia Dortmund | 0 – 10 | Metz Handball |  |
| Anulat | 0                 |        |               |  |
| Anulat |                   |        |               |  |

| Anulat | Metz Handball | 10 – 0 | Borussia Dortmund |  |
| Anulat | 0             |        |                   |  |
| Anulat |               |        |                   |  |

| 6 martie 2021 16:00 | RK Krim    | 25 – 20 | ȚSKA Moscova | Dvorana Stožice, Ljubljana Asistență: 0 Arbitri: Vranes, Wenninger |
| 6 martie 2021 16:00 | Da Silva 8 | (12–11) | Gorșkova 4   | Dvorana Stožice, Ljubljana Asistență: 0 Arbitri: Vranes, Wenninger |
| 6 martie 2021 16:00 | 6× 1×      | Raport  | 4× 1×        | Dvorana Stožice, Ljubljana Asistență: 0 Arbitri: Vranes, Wenninger |

| 13 martie 2021 16:00 | ȚSKA Moscova | 27 – 21 | Krim Mercator | Palatul Sporturilor „Dinamo”, Moscova Asistență: 550 Arbitri: Ilieva, Karbeska |
| 13 martie 2021 16:00 | Dmitrieva 7  | (14–11) | Pletikosić 7  | Palatul Sporturilor „Dinamo”, Moscova Asistență: 550 Arbitri: Ilieva, Karbeska |
| 13 martie 2021 16:00 | 6× 2×        | Raport  | 3× 1×         | Palatul Sporturilor „Dinamo”, Moscova Asistență: 550 Arbitri: Ilieva, Karbeska |

## Sferturile de finală

### Rezumat
| Echipa 1            | Scor gen. | Echipa 2          | Tur   | Retur |
| ------------------- | --------- | ----------------- | ----- | ----- |
| CSM București       | 51 – 51   | ȚSKA Moscova      | 32–27 | 19–24 |
| Brest Handball      | 60 – 50   | Metz Handball     | 34–24 | 26–26 |
| ŽRK Budućnost       | 40 – 54   | Győri Audi ETO KC | 19–30 | 21–24 |
| Vipers Kristiansand | 57 – 50   | Rostov-Don        | 34–27 | 23–23 |

#### Partide
| 3 aprilie 2021 16:00 | CSM București    | 32 – 27 | ȚSKA Moscova      | Sala Polivalentă, București Asistență: 0 Arbitri: Álvarez, Bustamante |
| 3 aprilie 2021 16:00 | Lazović, Neagu 6 | (20–12) | Skorobogatcenko 6 | Sala Polivalentă, București Asistență: 0 Arbitri: Álvarez, Bustamante |
| 3 aprilie 2021 16:00 | 4× 1×            | Raport  | 2× 1×             | Sala Polivalentă, București Asistență: 0 Arbitri: Álvarez, Bustamante |

| 11 aprilie 2021 16:00 | ȚSKA Moscova | 24 – 19 | CSM București | Palatul Sporturilor „Dinamo”, Moscova Asistență: 1.900 Arbitri: Ilieva, Karbeska |
| 11 aprilie 2021 16:00 | Ristovska 7  | (12–11) | Neagu 9       | Palatul Sporturilor „Dinamo”, Moscova Asistență: 1.900 Arbitri: Ilieva, Karbeska |
| 11 aprilie 2021 16:00 | 1× 2×        | Raport  | 2× 3×         | Palatul Sporturilor „Dinamo”, Moscova Asistență: 1.900 Arbitri: Ilieva, Karbeska |

| 4 aprilie 2021 16:00 | Brest Handball | 34 – 24 | Metz Handball     | Brest Arena, Brest Asistență: 0 Arbitri: Ciulei, Stoia |
| 4 aprilie 2021 16:00 | Gros 10        | (16–11) | Burgaard, Sajka 4 | Brest Arena, Brest Asistență: 0 Arbitri: Ciulei, Stoia |
| 4 aprilie 2021 16:00 | 5× 2× 1×       | Raport  | 7× 1×             | Brest Arena, Brest Asistență: 0 Arbitri: Ciulei, Stoia |

| 10 aprilie 2021 16:00 | Metz Handball | 26 – 26 | Brest Handball | Arènes de Metz, Metz Asistență: 0 Arbitri: Lončar, Lončar |
| 10 aprilie 2021 16:00 | Mičijević 7   | (14–17) | Foppa 6        | Arènes de Metz, Metz Asistență: 0 Arbitri: Lončar, Lončar |
| 10 aprilie 2021 16:00 | 4× 1×         | Raport  | 4× 2×          | Arènes de Metz, Metz Asistență: 0 Arbitri: Lončar, Lončar |

| 3 aprilie 2021 18:00 | ŽRK Budućnost       | 19 – 30 | Győri Audi ETO KC | Centrul Sportiv Morača, Podgorica Asistență: 0 Arbitri: Christidi, Papamattheou |
| 3 aprilie 2021 18:00 | Pineau, Radičević 5 | (11–16) | Oftedal 9         | Centrul Sportiv Morača, Podgorica Asistență: 0 Arbitri: Christidi, Papamattheou |
| 3 aprilie 2021 18:00 | 3×                  | Raport  | 3× 1×             | Centrul Sportiv Morača, Podgorica Asistență: 0 Arbitri: Christidi, Papamattheou |

| 10 aprilie 2021 18:00 | Győri Audi ETO KC | 24 – 21 | ŽRK Budućnost | Audi Aréna, Győr Asistență: 0 Arbitri: Vranes, Wenninger |
| 10 aprilie 2021 18:00 | patru jucătoare 4 | (10–11) | Radičević 7   | Audi Aréna, Győr Asistență: 0 Arbitri: Vranes, Wenninger |
| 10 aprilie 2021 18:00 | 2×                | Raport  | 5× 2×         | Audi Aréna, Győr Asistență: 0 Arbitri: Vranes, Wenninger |

| 10 aprilie 2021 14:00 | Vipers Kristiansand | 34 – 27 | Rostov-Don    | Palatul Sporturilor, Rostov-pe-Don Asistență: 2.625 Arbitri: Mitrović, Kažanegra |
| 10 aprilie 2021 14:00 | Mørk 9              | (19–12) | Zaadi Deuna 8 | Palatul Sporturilor, Rostov-pe-Don Asistență: 2.625 Arbitri: Mitrović, Kažanegra |
| 10 aprilie 2021 14:00 | 7× 2×               | Raport  | 1×            | Palatul Sporturilor, Rostov-pe-Don Asistență: 2.625 Arbitri: Mitrović, Kažanegra |

| 11 aprilie 2021 14:00 | Rostov-Don     | 23 – 23 | Vipers Kristiansand | Palatul Sporturilor, Rostov-pe-Don Asistență: 2.352 Arbitri: Mitrović, Kažanegra |
| 11 aprilie 2021 14:00 | Zaadi Deuna 10 | (11–12) | Løke, Mørk 5        | Palatul Sporturilor, Rostov-pe-Don Asistență: 2.352 Arbitri: Mitrović, Kažanegra |
| 11 aprilie 2021 14:00 | 2× 1×          | Raport  | 2× 1×               | Palatul Sporturilor, Rostov-pe-Don Asistență: 2.352 Arbitri: Mitrović, Kažanegra |

## Final four
Semifinalele, final mică și finala mare au fost găzduite de Sala Sporturilor László Papp din Budapesta, Ungaria, pe 29 și 30 mai 2021. Tragerea la sorți pentru stabilirea meciurilor din semifinale a avut loc pe 13 aprilie 2021. Pe 17 mai, federațiile europeană și ungară de handbal au anunțat că va fi permis accesul unui număr limitat de spectatori pentru a asista la partidele din Final4. Arbitrii și delegații oficiali au fost anunțați pe 18 mai.

### Echipele calificate
- Brest Bretagne Handball
- Győri Audi ETO KC
- ȚSKA Moscova
- Vipers Kristiansand

### Rezumat
|  | Semifinalele Sala László Papp, Budapesta | Semifinalele Sala László Papp, Budapesta |                   |    | Finala Sala László Papp, Budapesta | Finala Sala László Papp, Budapesta |
|  |                                          |                                          |                   |    |                                    |                                    |
|  | 29 mai 2021                              |                                          |                   |    |                                    |                                    |
|  |                                          |                                          |                   |    |                                    |                                    |
|  | Győri Audi ETO KC                        | 25                                       |                   |    |                                    |                                    |
|  | Győri Audi ETO KC                        | 25                                       | 30 mai 2021       |    |                                    |                                    |
|  | Brest Bretagne HB                        | 27                                       |                   |    |                                    |                                    |
|  | Brest Bretagne HB                        | 27                                       | Brest Bretagne HB | 28 |                                    |                                    |
|  | 29 mai 2021                              |                                          | Brest Bretagne HB | 28 |                                    |                                    |
|  |                                          | Vipers Kristiansand                      | 34                |    |                                    |                                    |
|  | Vipers Kristiansand                      | Vipers Kristiansand                      | 34                | 33 |                                    |                                    |
|  | Vipers Kristiansand                      |                                          |                   | 33 |                                    |                                    |
|  | ȚSKA Moscova                             | 30                                       |                   |    |                                    |                                    |
|  | ȚSKA Moscova                             | 30                                       | Finala mică       |    |                                    |                                    |
|  |                                          |                                          |                   |    |                                    |                                    |
|  | 30 mai 2021                              |                                          |                   |    |                                    |                                    |
|  |                                          |                                          |                   |    |                                    |                                    |
|  | Győri Audi ETO KC                        | 32                                       |                   |    |                                    |                                    |
|  | Győri Audi ETO KC                        | 32                                       |                   |    |                                    |                                    |
|  | ȚSKA Moscova                             | 21                                       |                   |    |                                    |                                    |

### Semifinalele
| 29 mai 2021 15:15 | Győri Audi ETO KC         | 25 – 27 (Prel.) | Brest Bretagne Handball | Sala Sporturilor László Papp, Budapesta Asistență: 2.500 Arbitri: Sá, Sá |
| 29 mai 2021 15:15 | Kristiansen 8             | (8–11)          | Gros 9                  | Sala Sporturilor László Papp, Budapesta Asistență: 2.500 Arbitri: Sá, Sá |
| 29 mai 2021 15:15 | 4×                        | Raport          | 5×                      | Sala Sporturilor László Papp, Budapesta Asistență: 2.500 Arbitri: Sá, Sá |
| 29 mai 2021 15:15 | FT: 20–20 Prel.: 3–3, 2–4 |                 |                         | Sala Sporturilor László Papp, Budapesta Asistență: 2.500 Arbitri: Sá, Sá |

| 29 mai 2021 18:00 | Vipers Kristiansand | 33 – 30 | ȚSKA Moscova | Sala Sporturilor László Papp, Budapesta Asistență: 2.300 Arbitri: Antić, Jakovljević |
| 29 mai 2021 18:00 | Reistad 10          | (18–12) | Vedehina 7   | Sala Sporturilor László Papp, Budapesta Asistență: 2.300 Arbitri: Antić, Jakovljević |
| 29 mai 2021 18:00 | 5× 2×               | Raport  | 6×           | Sala Sporturilor László Papp, Budapesta Asistență: 2.300 Arbitri: Antić, Jakovljević |

### Finala mică
| 30 mai 2021 15:15 | Győri Audi ETO KC | 32 – 21 | ȚSKA Moscova   | Sala Sporturilor László Papp, Budapesta Asistență: 2.300 Arbitri: Christidi, Papamattheou |
| 30 mai 2021 15:15 | Oftedal 8         | (18–8)  | Mihailicenko 4 | Sala Sporturilor László Papp, Budapesta Asistență: 2.300 Arbitri: Christidi, Papamattheou |
| 30 mai 2021 15:15 | 4× 2×             | Raport  | 4× 1×          | Sala Sporturilor László Papp, Budapesta Asistență: 2.300 Arbitri: Christidi, Papamattheou |

### Finala
| 30 mai 2021 18:00 | Brest Bretagne HB | 28 – 34 | Vipers Kristiansand | Sala Sporturilor László Papp, Budapesta Asistență: 2.300 Arbitri: Năstase, Stancu |
| 30 mai 2021 18:00 | Gros 8            | (14–18) | Reistad 12          | Sala Sporturilor László Papp, Budapesta Asistență: 2.300 Arbitri: Năstase, Stancu |
| 30 mai 2021 18:00 | 2× 1×             | Raport  | 6× 3×               | Sala Sporturilor László Papp, Budapesta Asistență: 2.300 Arbitri: Năstase, Stancu |